# Museo nazionale di storia dell'Azerbaigian
Il Museo nazionale di storia dell'Azerbaigian (in azero Milli Azərbaycan Tarixi Muzeyi) è il più grande museo dell'Azerbaigian, sito a Baku, nell'ex magione del magnate del petrolio e filantropo Zeynalabdin Tağıyev. È stato fondato nel 1920 e aperto al pubblico nel 1921.

## Storia
La costruzione del museo avvenne dal 1893 al 1902. La magione, costruita sullo stile del Rinascimento italiano,  occupa un intero isolato. Ci sono quattro piani in alcune parti dell'edificio. Il design è dell'architetto polacco Józef Gosławski.

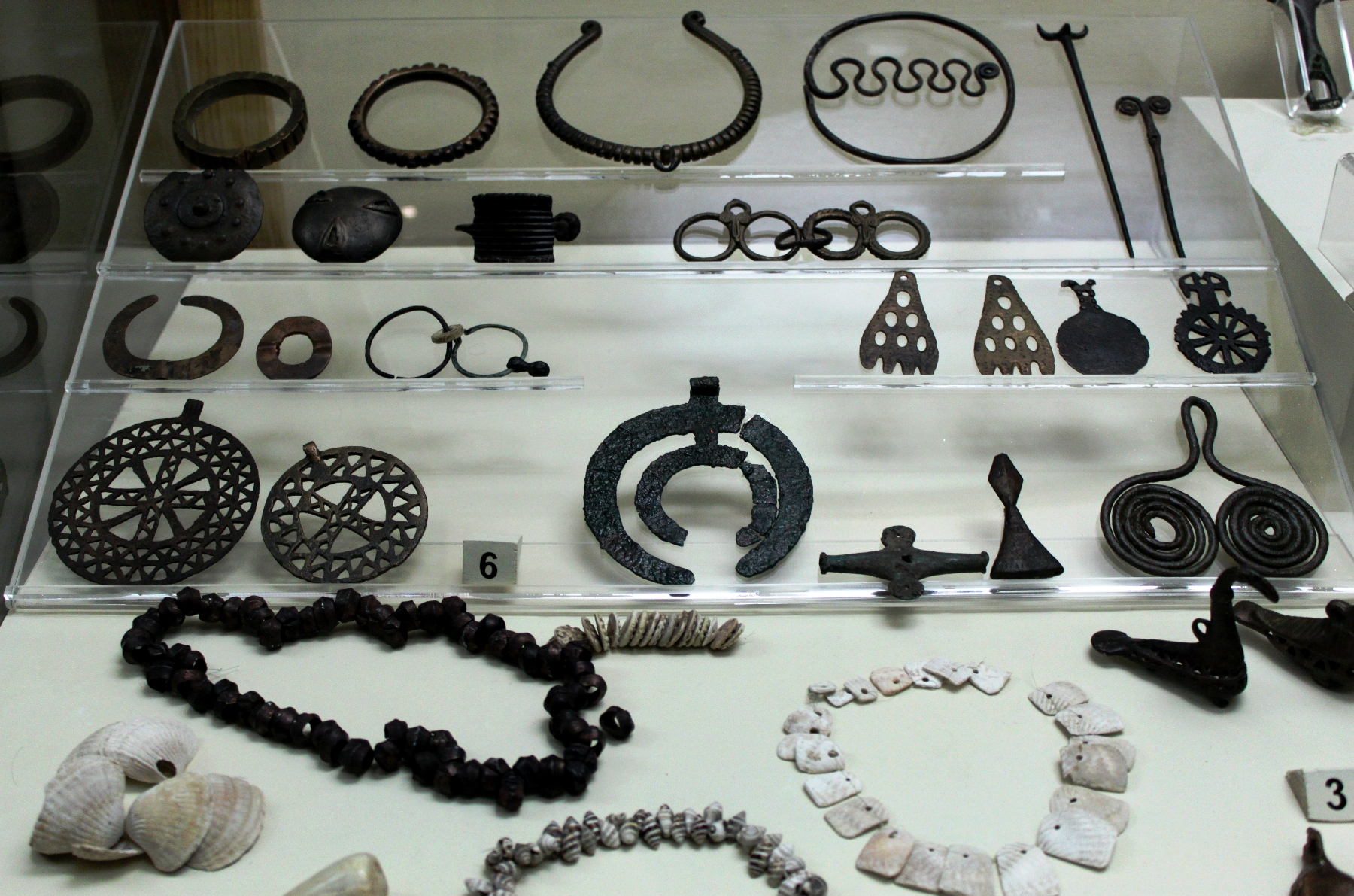
Ornamenti realizzati in rame.

Quando l'Armata Rossa entrò a Baku nell'aprile 1920, la residenza di Tağıyev - come quella di altri ricchi magnati del petrolio - fu immediatamente confiscata. Dopo una risoluzione del Commissariato popolare dell'URSS, la residenza fu trasformata in museo nel giugno 1920, solo due mesi dopo la presa di Baku da parte dei bolscevichi.
Nel maggio del 1934 fu adottato un ordine speciale per migliorare l'insegnamento della storia e della geografia nelle scuole e per illustrare i "vantaggi" della società socialista al fine di indottrinare la generazione emergente all'ideologia del regime totalitario. La comprensione marxista della storia è stata fornita attraverso gli istituti di ricerca storica e altre istituzioni. Inoltre, sono stati creati nuovi tipi di musei storici e regionali per ispirare l'insegnamento e la promozione della storia.
La rete di musei con un profilo storico è stata ampliata rispetto al nuovo sistema. Dal 1925 agli anni '60, fino a quando l'Istituto di Storia dell'Accademia delle Scienze non fu reso responsabile per il lavoro archeologico, le basi per l'indagine scientifica di materiali antichi e monumenti culturali sul territorio dell'Azerbaigian furono poste sotto la direzione degli archeologi Davud Sharifov, Evgeniy Pachomov, Ishak Jafar-Zadeh, Movsum Salamov, Saleh Gaziyev, Mammadali Huseynov. Gli scavi sono stati effettuati a Khojaly, Qabala, Ganja, Kharaba Gilan, Orangala, Mingechevir e in altri luoghi. La collezione del museo è costituita da materiali scoperti durante questi scavi e dalle spedizioni etnografiche. 

## Architettura

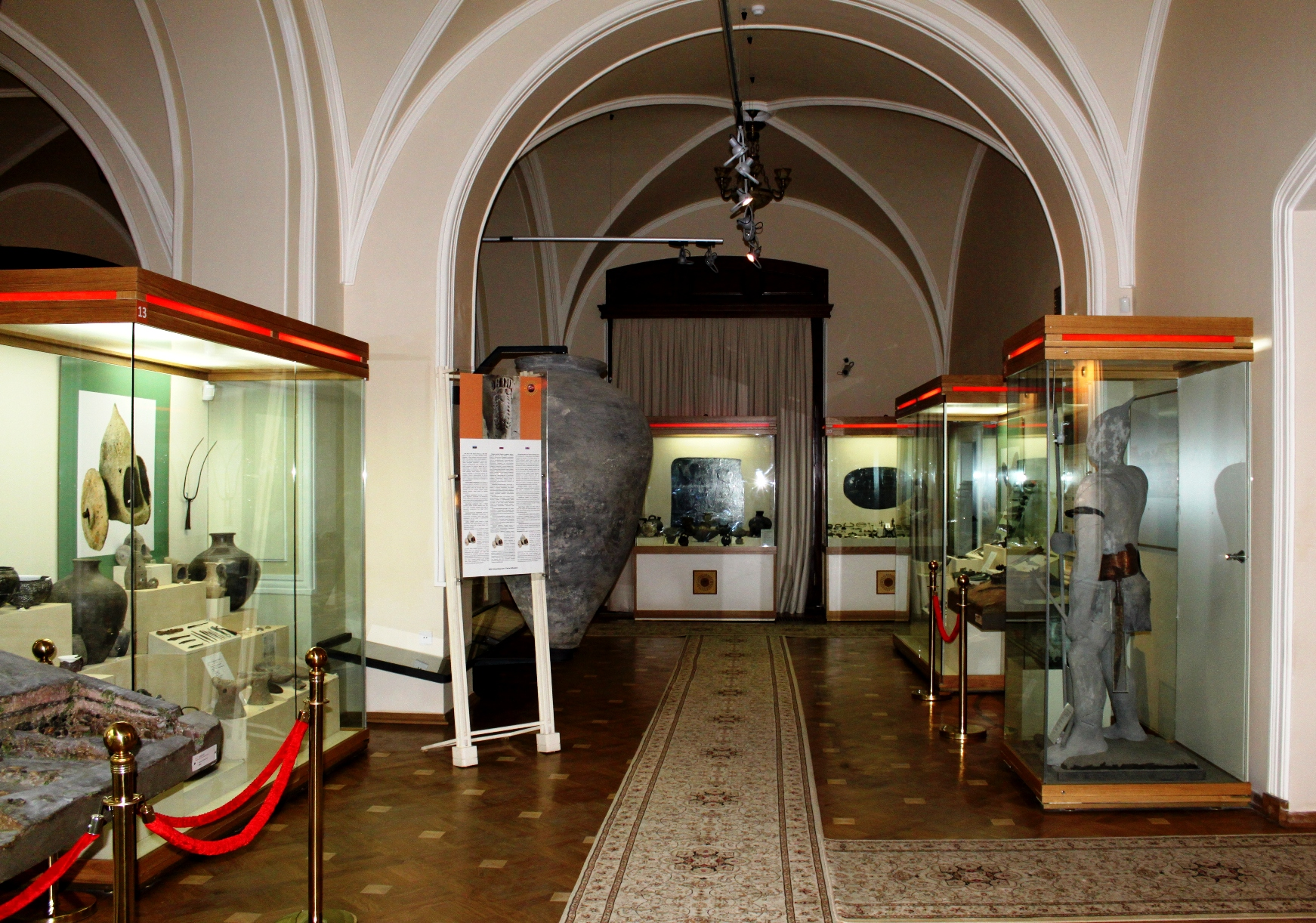
Esposizione al museo.

Al secondo piano della residenza di Tağıyev, fianco a fianco ci sono due sale da ballo principali. Una si basa sul design orientale (mauritano) e l'altra sul design occidentale. La sala orientale ha enormi vetrate, archi dorati, pareti altamente ornamentali, soffitti e lampadari. Le linee nella stanza occidentale sono più perpendicolari tra loro - rettangolari.
Secondo le fotografie che hanno circa 90 anni, una delle stanze più elaborate era il boudoir della moglie di Tağıyev (salotto privato). Tutti i mobili e i dipinti in questa stanza sono scomparsi. Oggi non rimane nulla tranne il soffitto a mosaico decorato a specchio. Durante il periodo sovietico, quattro strati di vernice bianca furono applicati sui disegni floreali altamente decorativi sulle pareti. Sempre nelle sale principali della residenza, la vernice originale ha resistito incredibilmente bene al passare del tempo. La vernice era fatta di gusci d'uovo finemente macinati, così come la pratica degli artisti delle icone bizantine. Quasi 100 anni dopo, i colori originali con la loro finezza e raffinatezza non si sono sbiaditi né scheggiati.

## Dipartimenti
La collezione del museo conta più di 2000 oggetti ed è suddivisa nei seguenti dipartimenti:
- Dipartimento di storia moderna
- Dipartimento di etnografia
- Dipartimento di storia antica e medievale dell'Azerbaigian
- Dipartimento di escursione scientifica
- Laboratorio per il restauro
- Fondo di numismatica (include la collezione di Evgenij Pachomov)
- Gruppo di arte design
- Biblioteca

## Galleria d'immagini

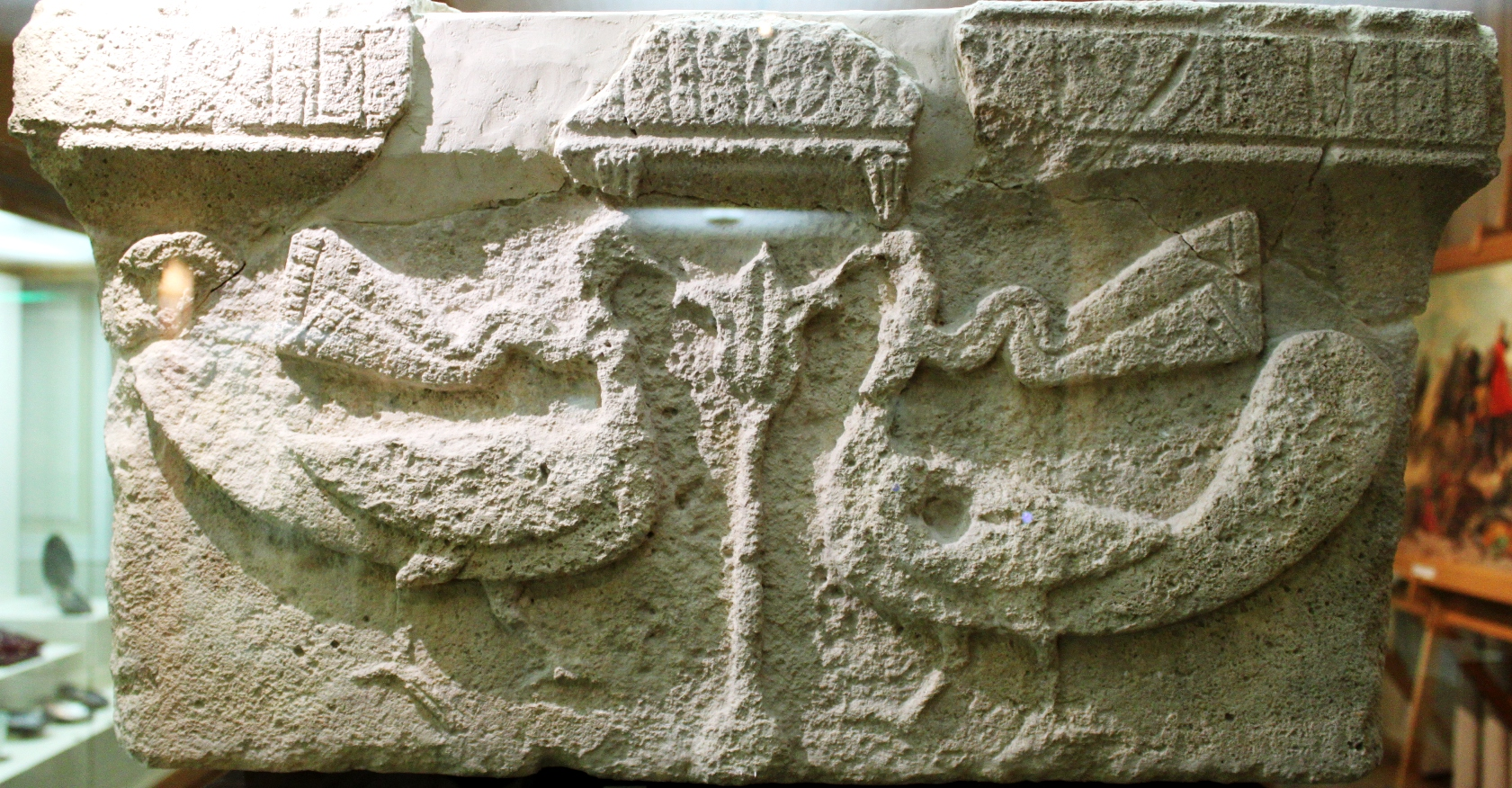
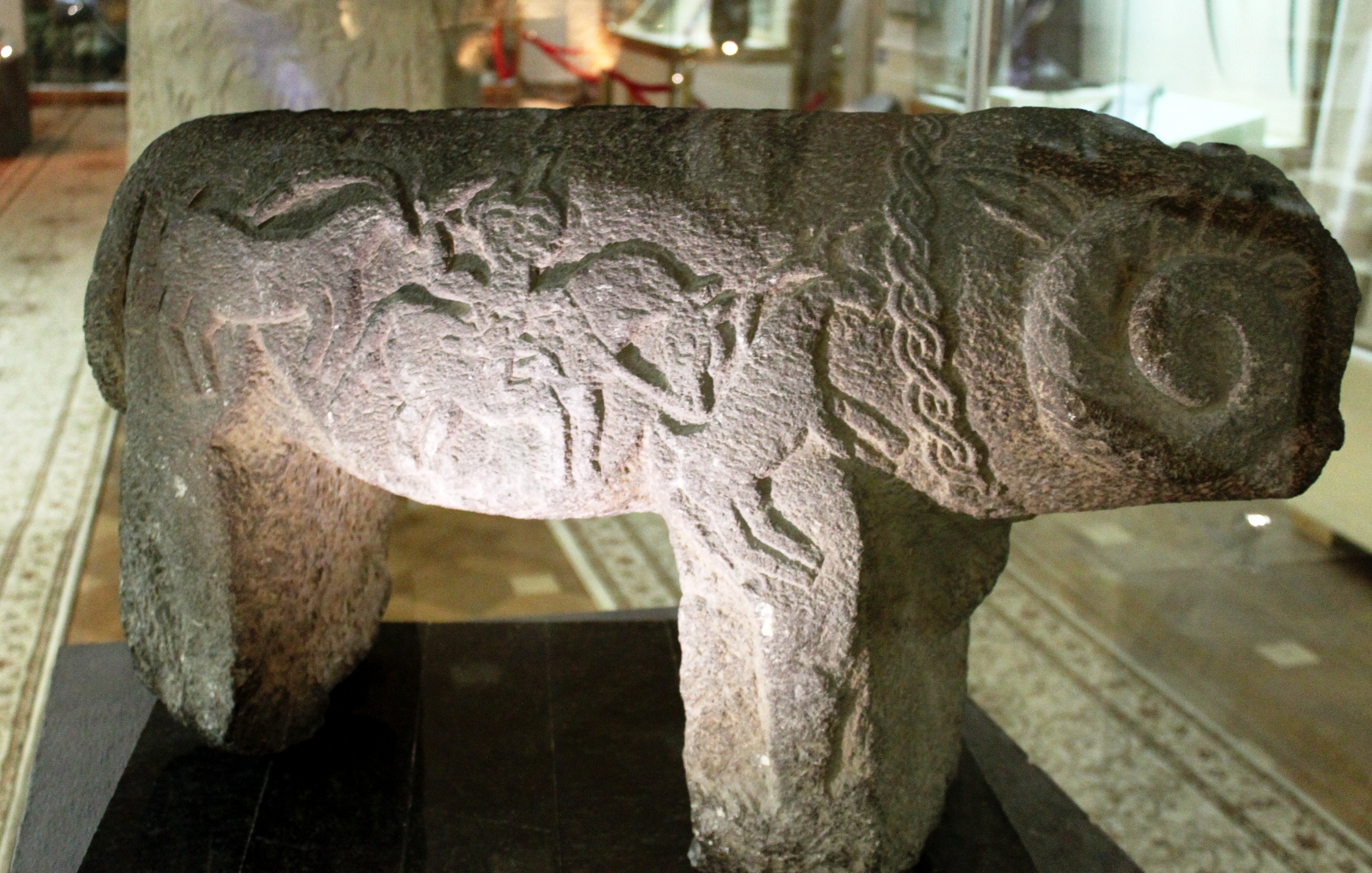
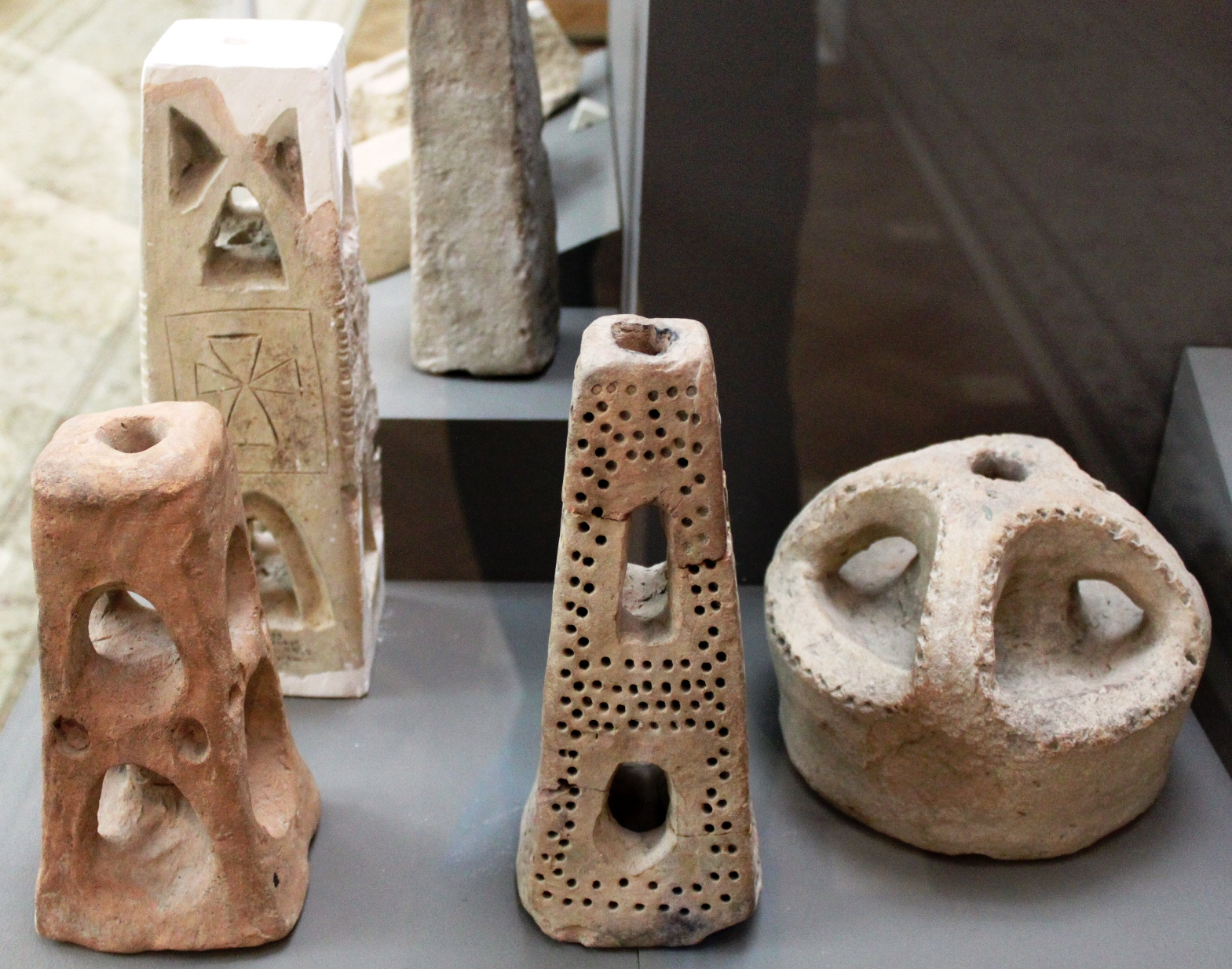
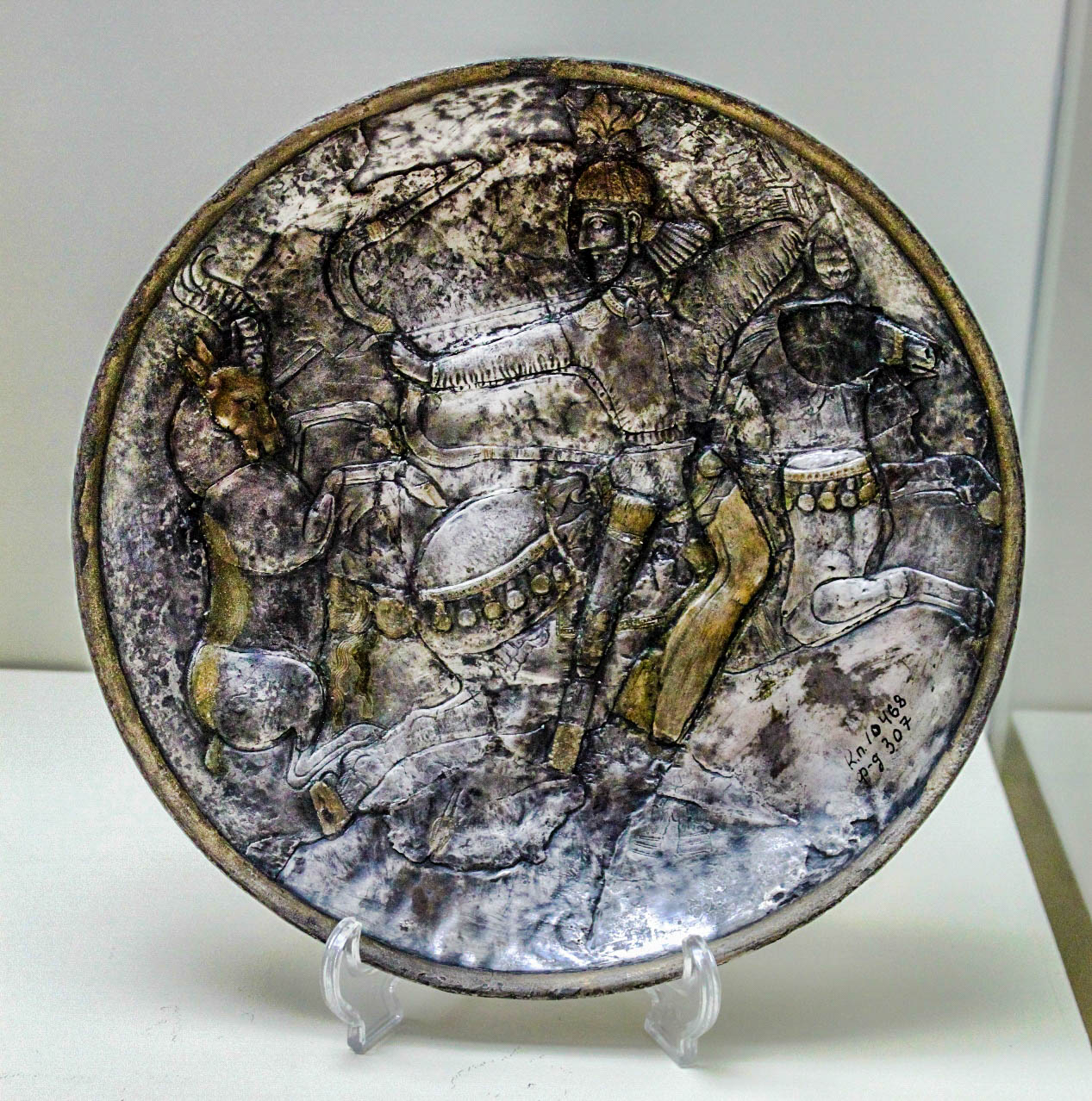
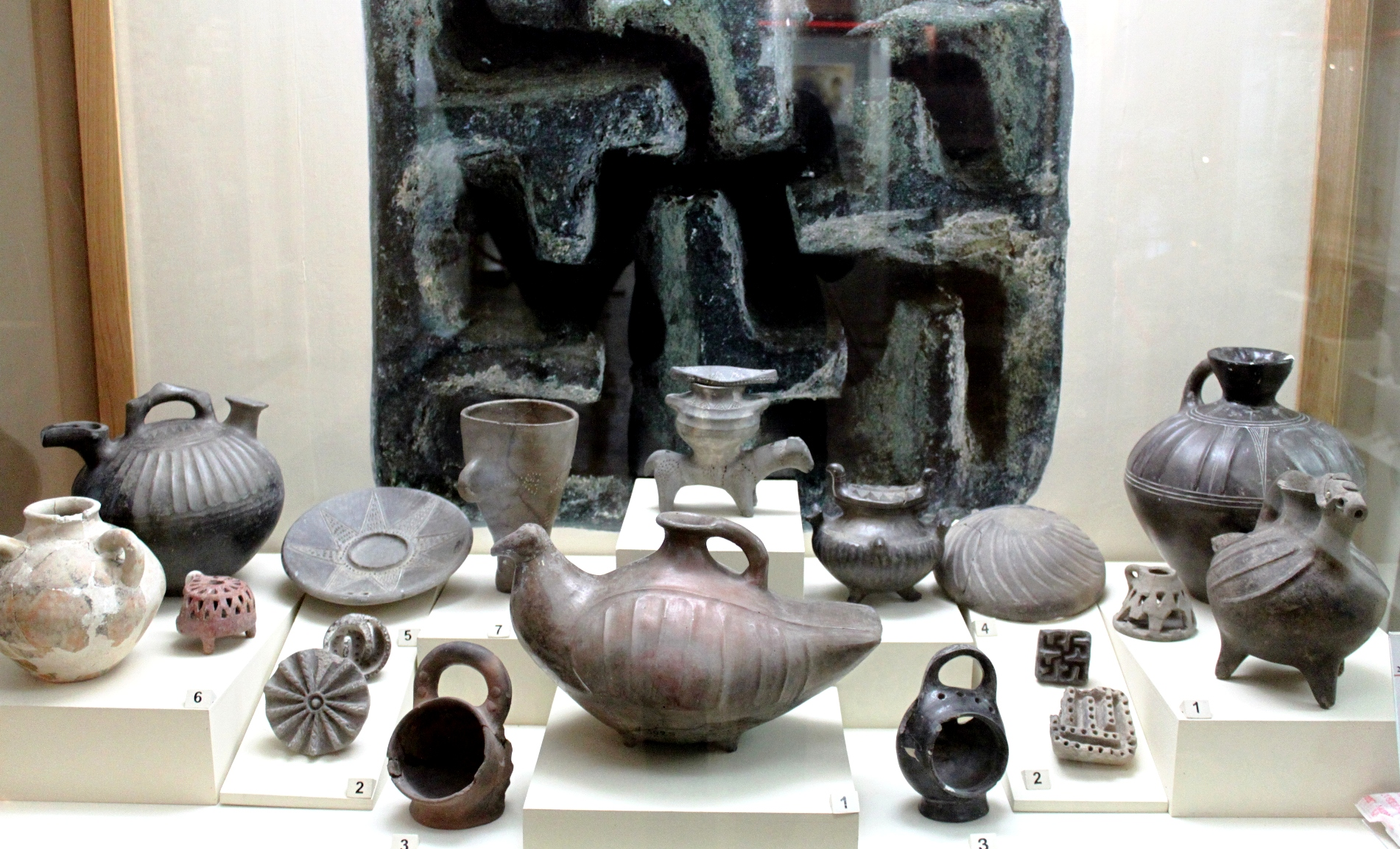
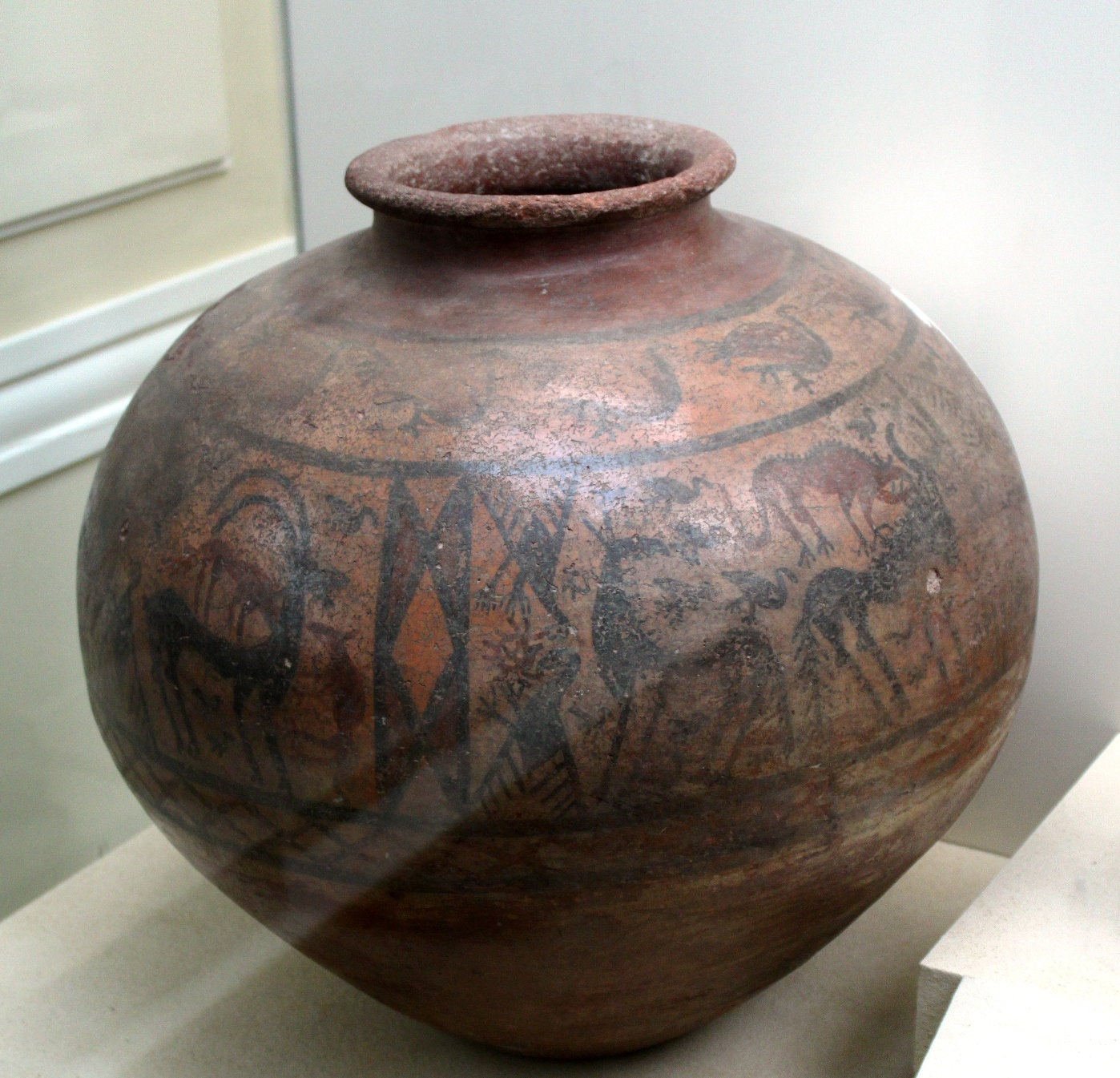
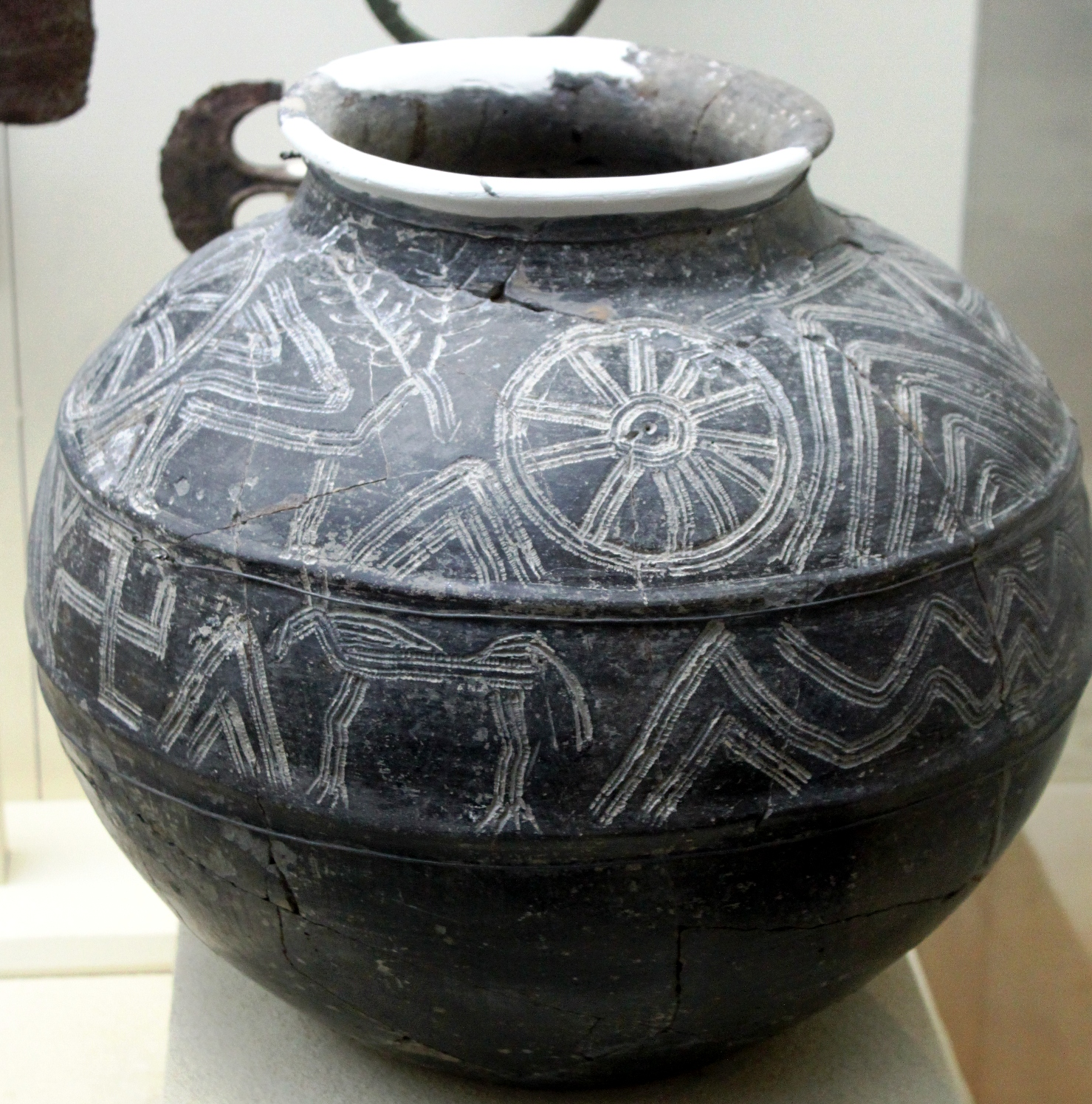
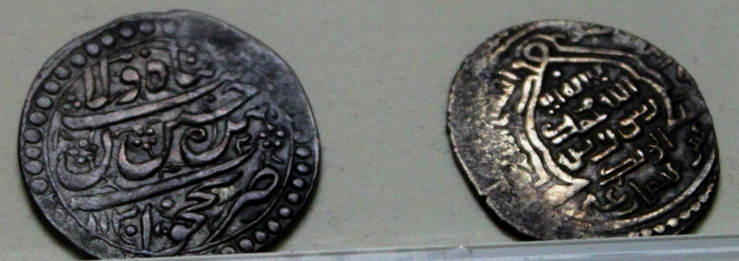
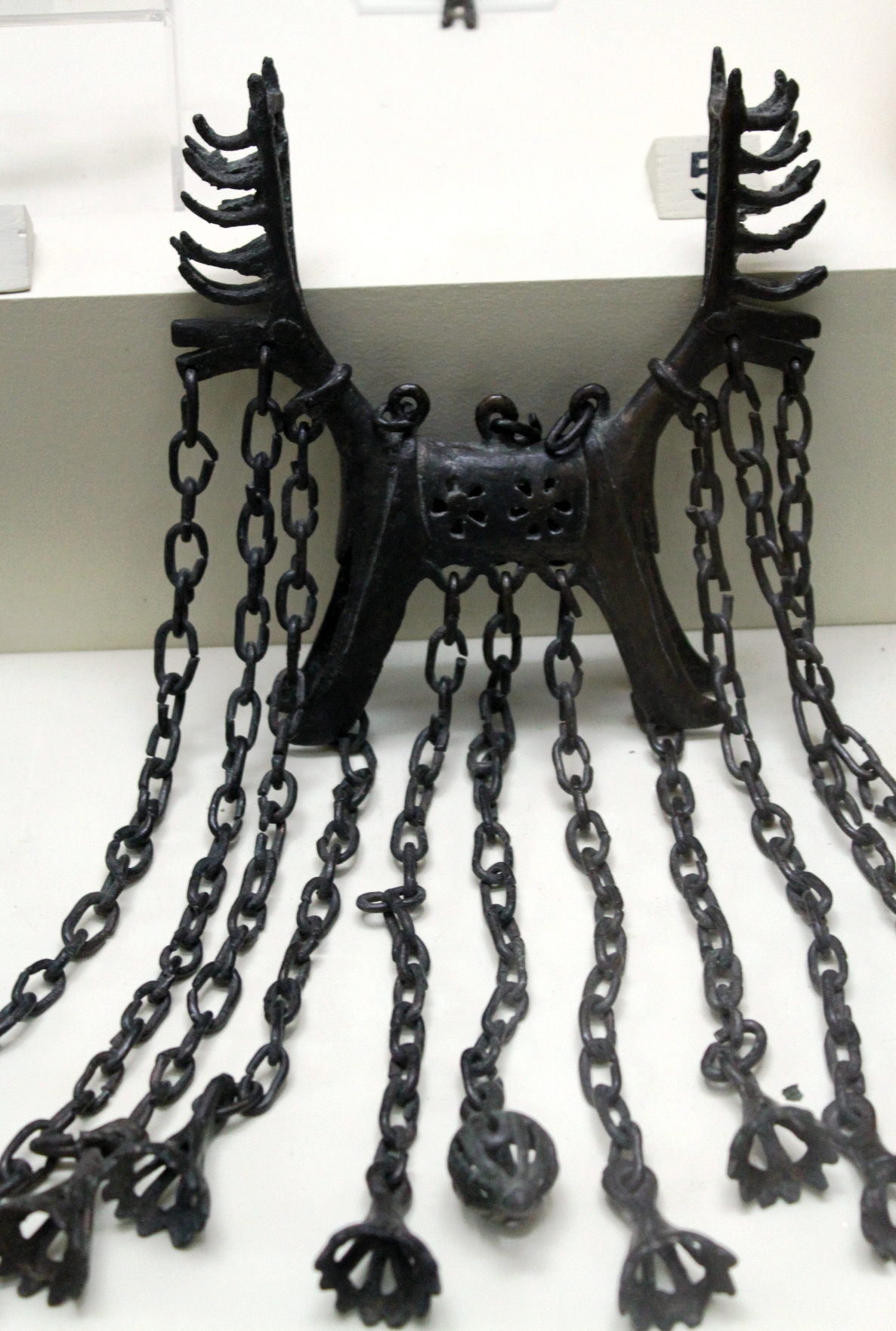
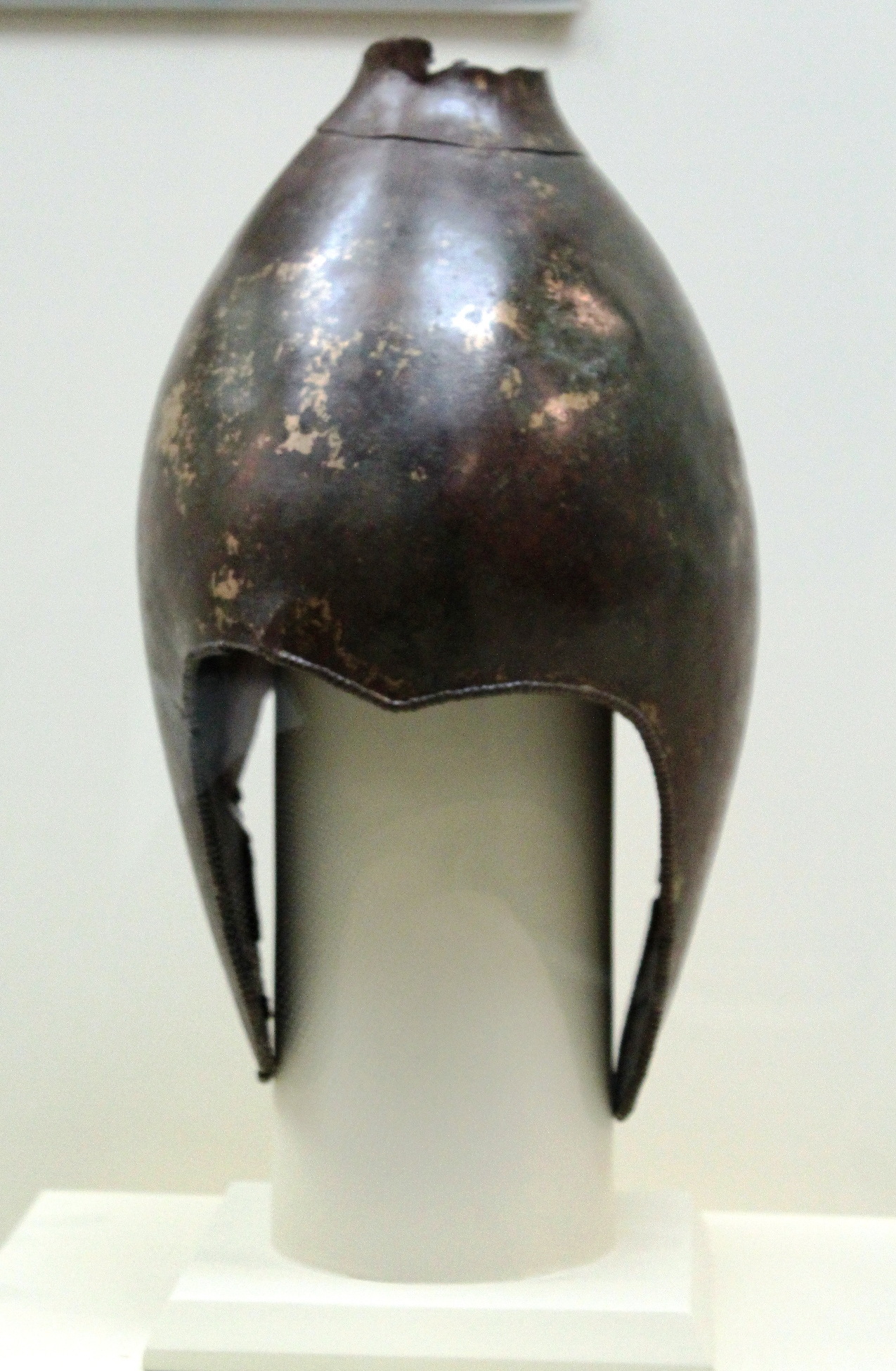
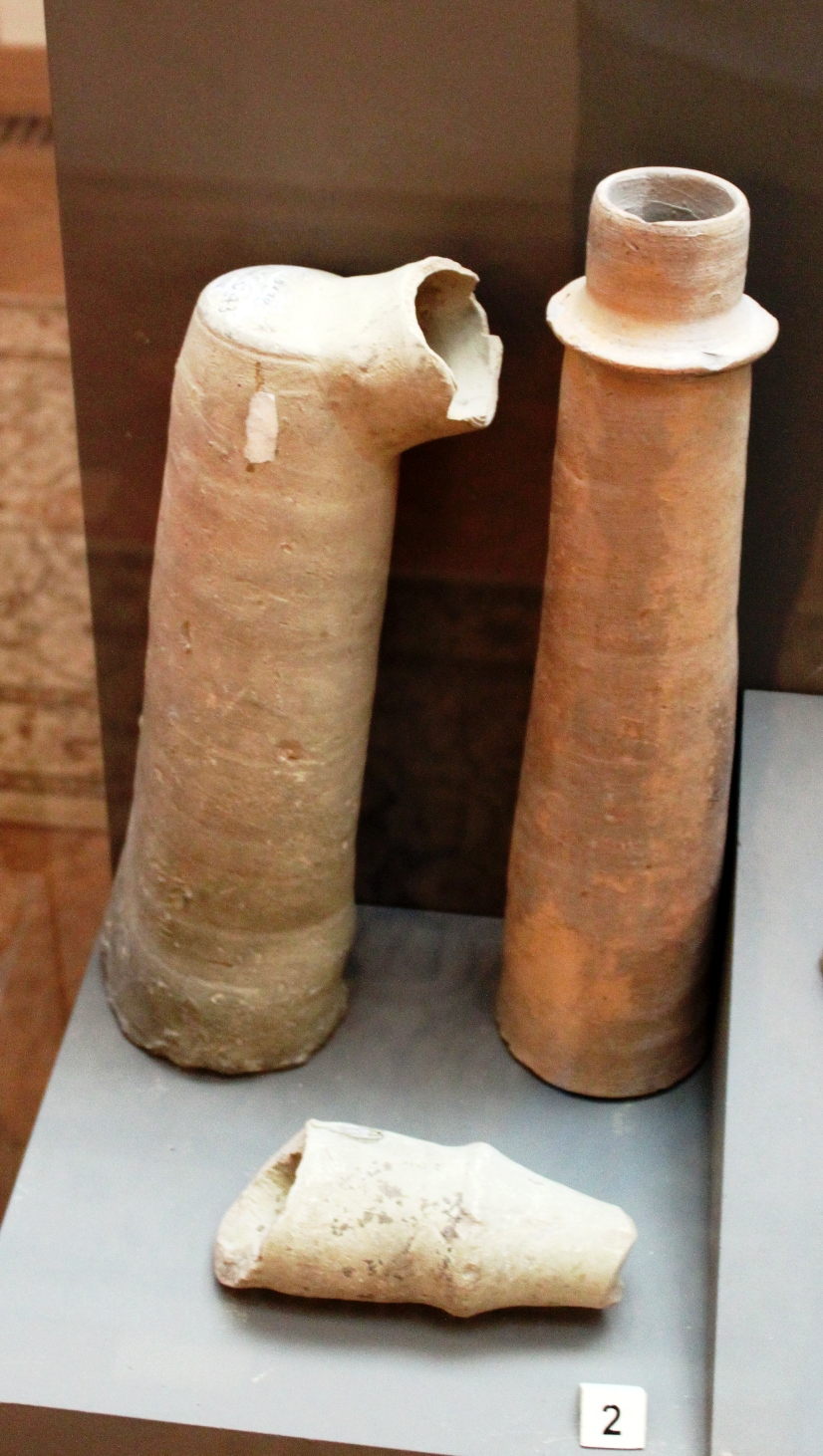
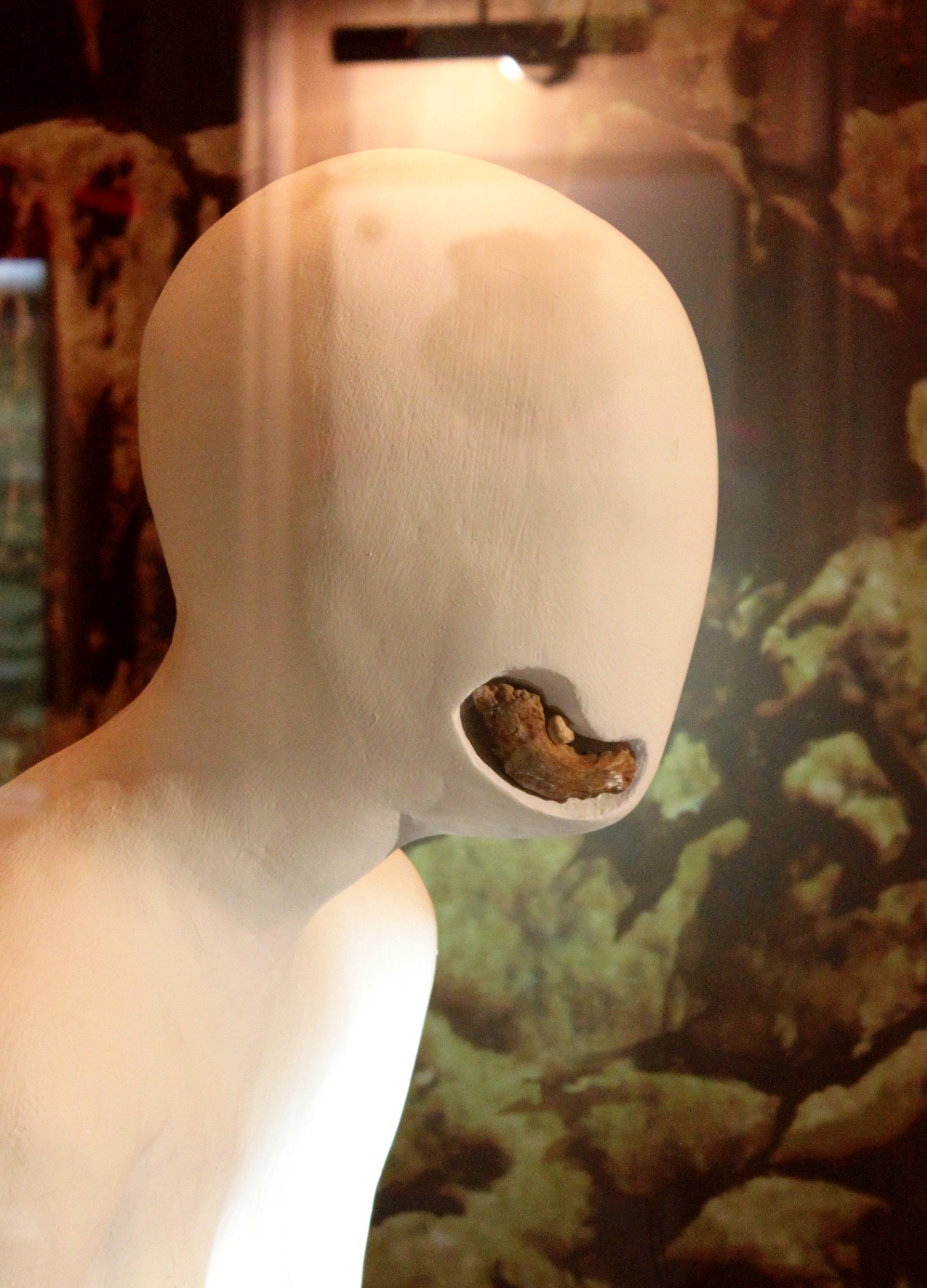
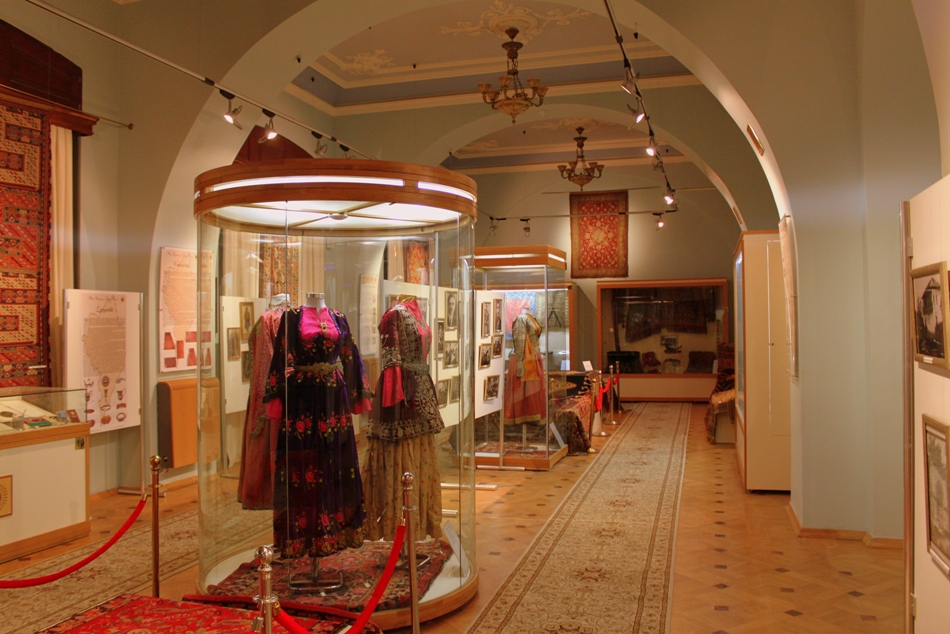
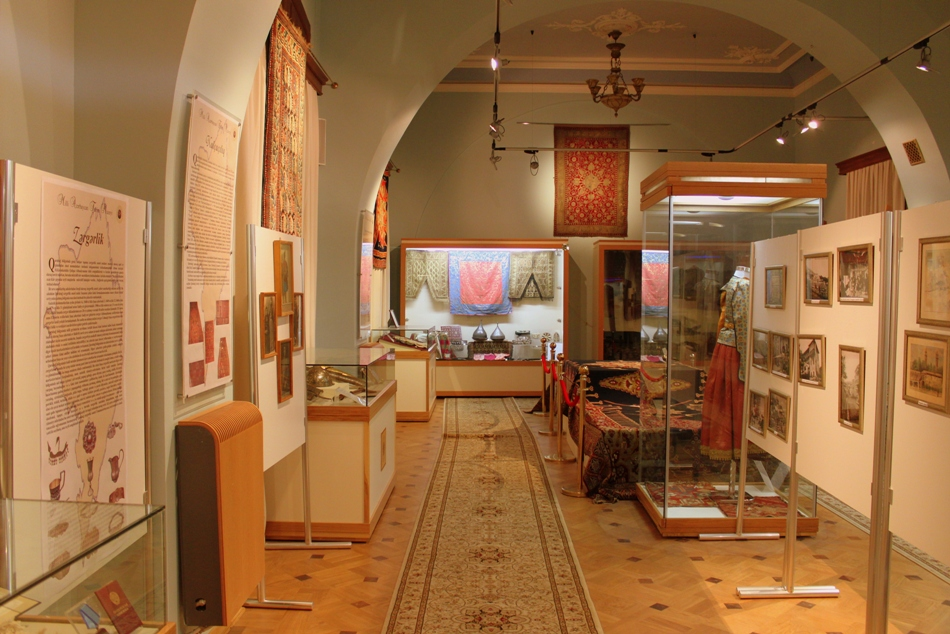
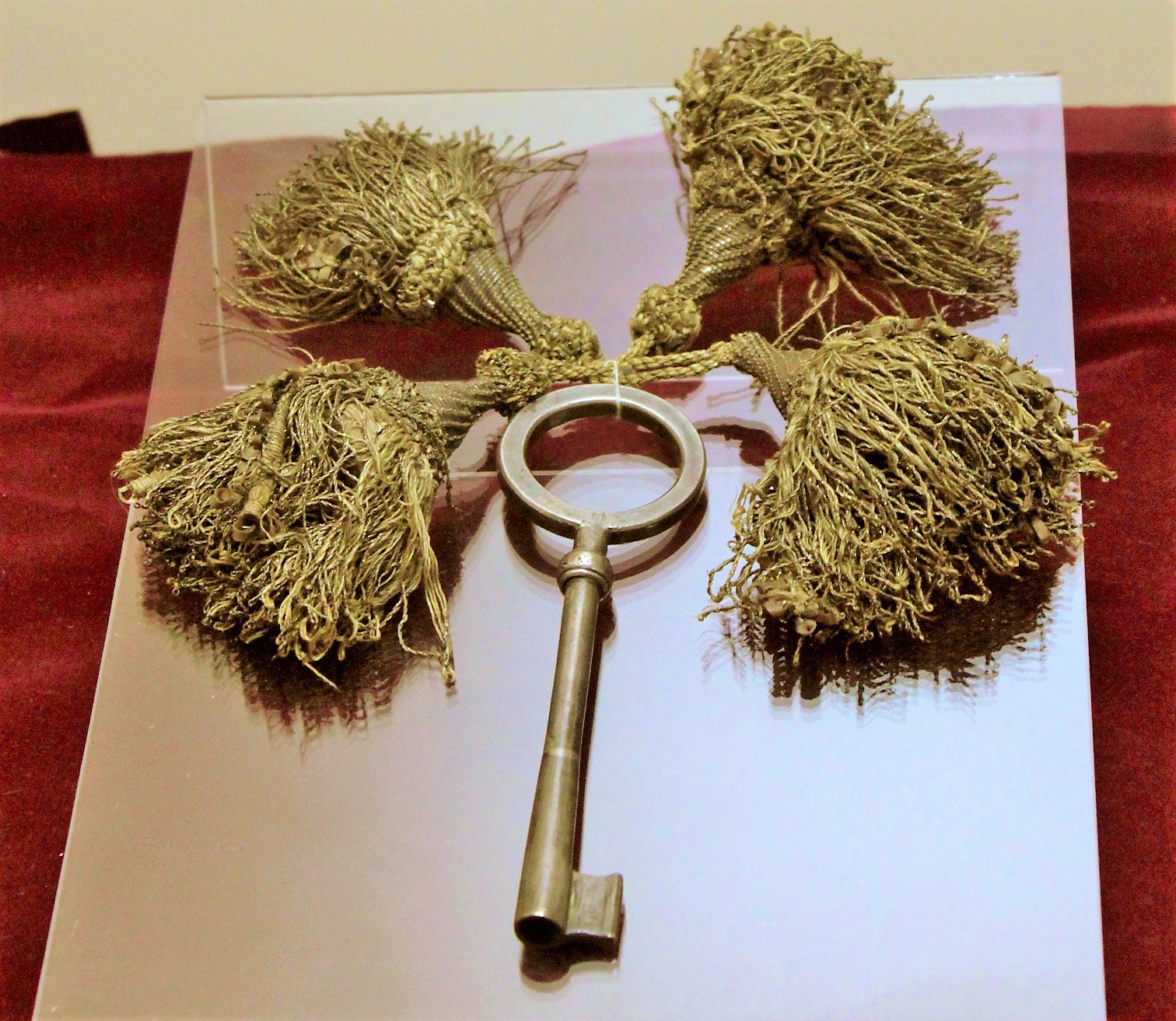

## Collezione numismatica

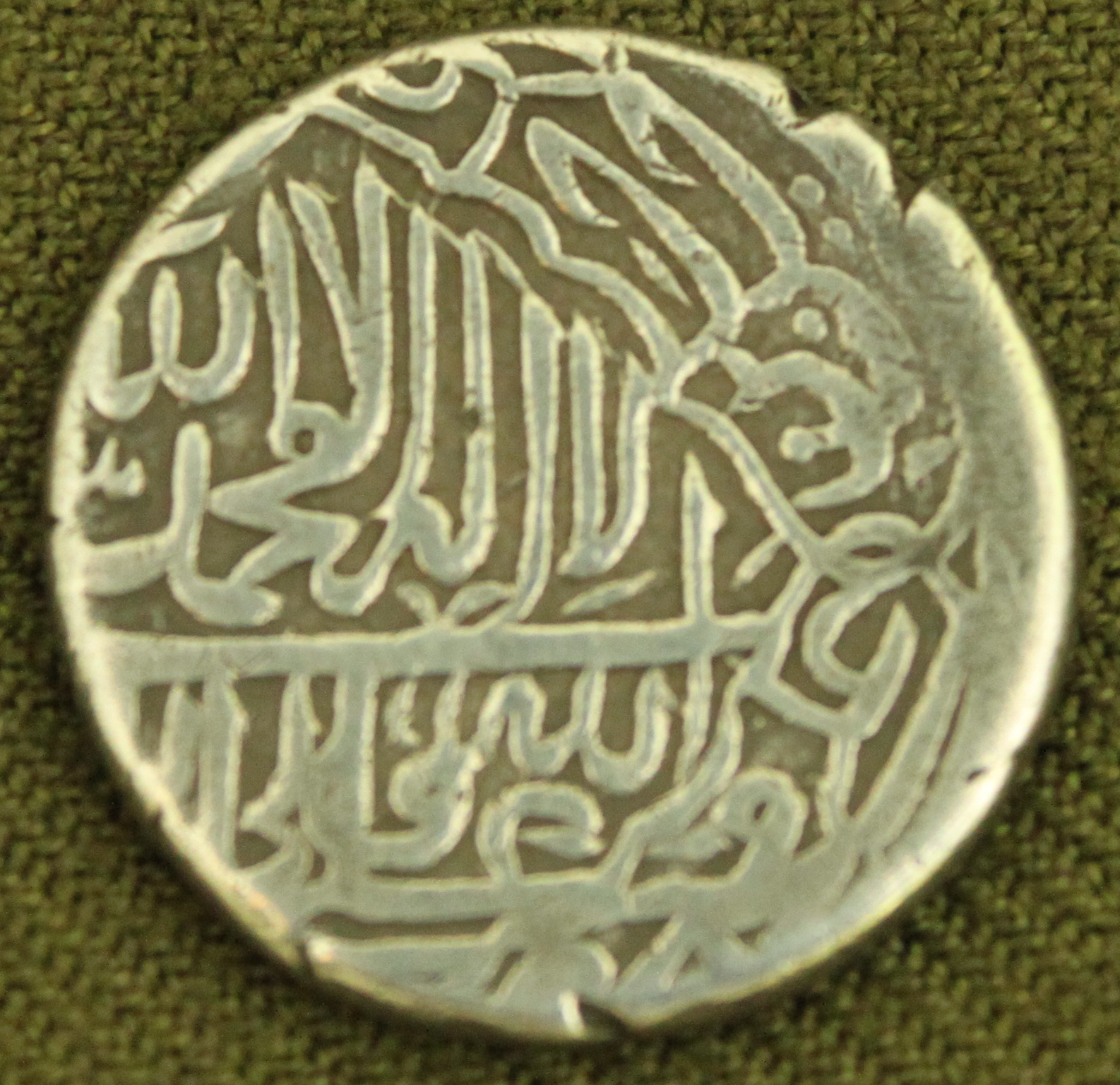
Safavide ʿAbbās I il Grande. Moneta d'argento, 1587.
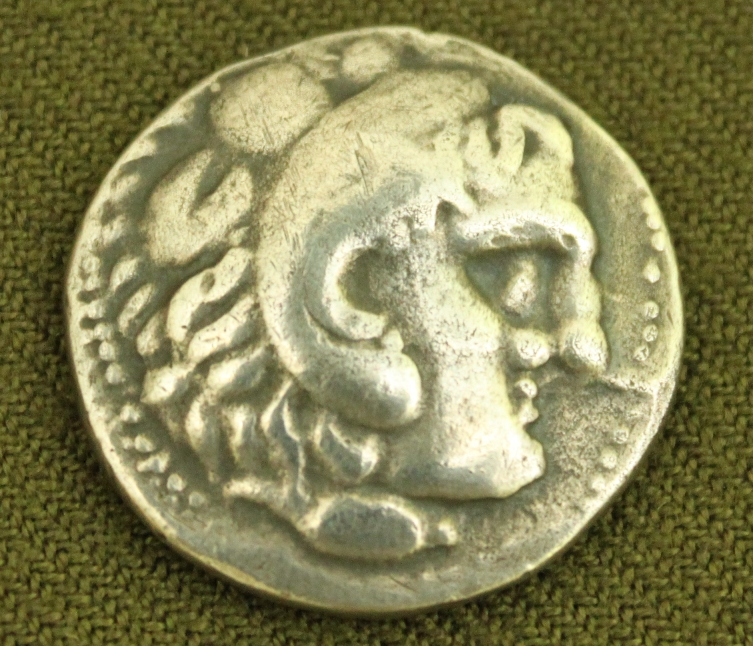
Albania caucasica. Tetradramma (imitazione) con effigie di Alessandro Magno.
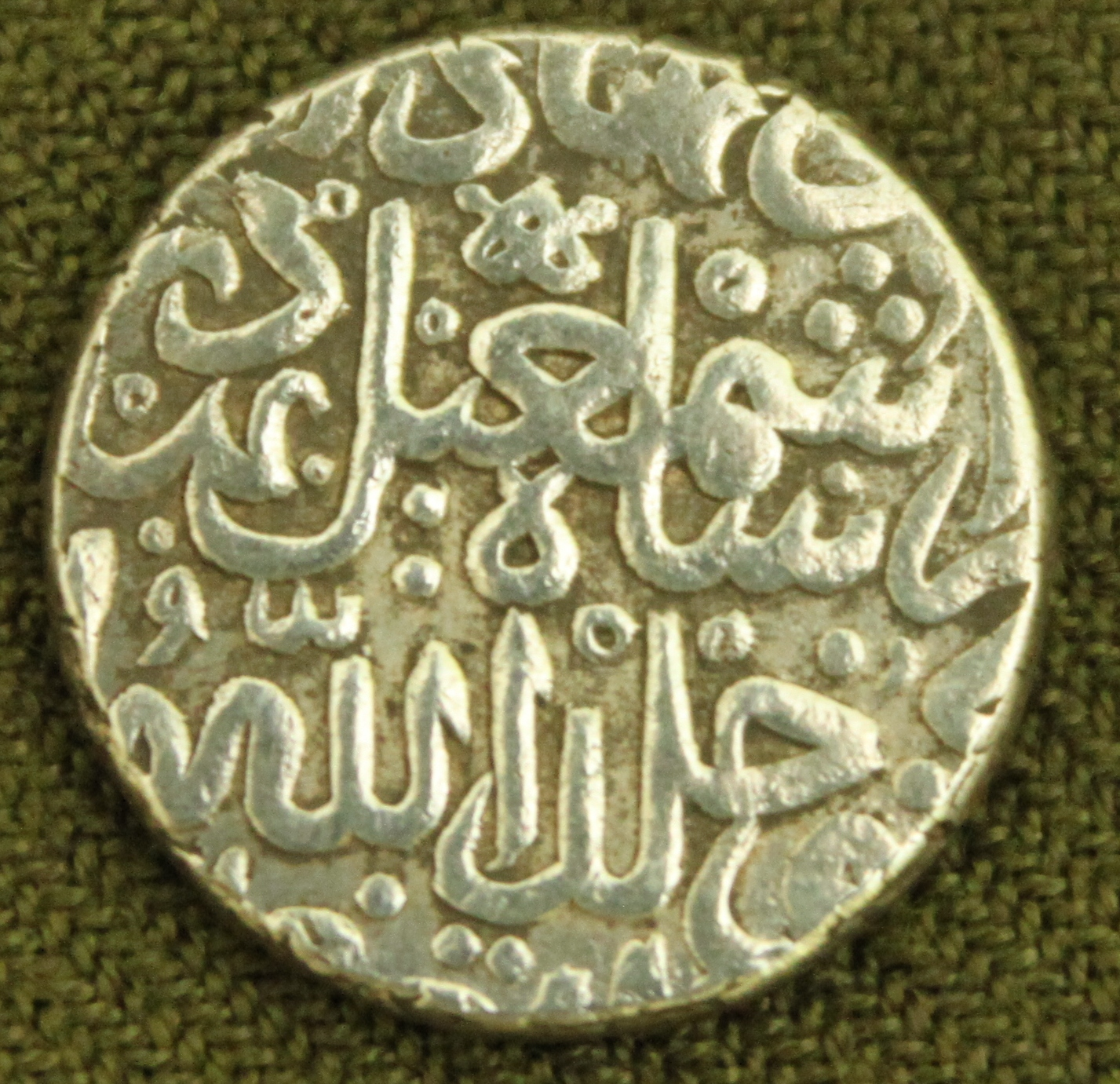
Scià Isma'il Khatai il Safavide. Moneta d'argento, 1507.
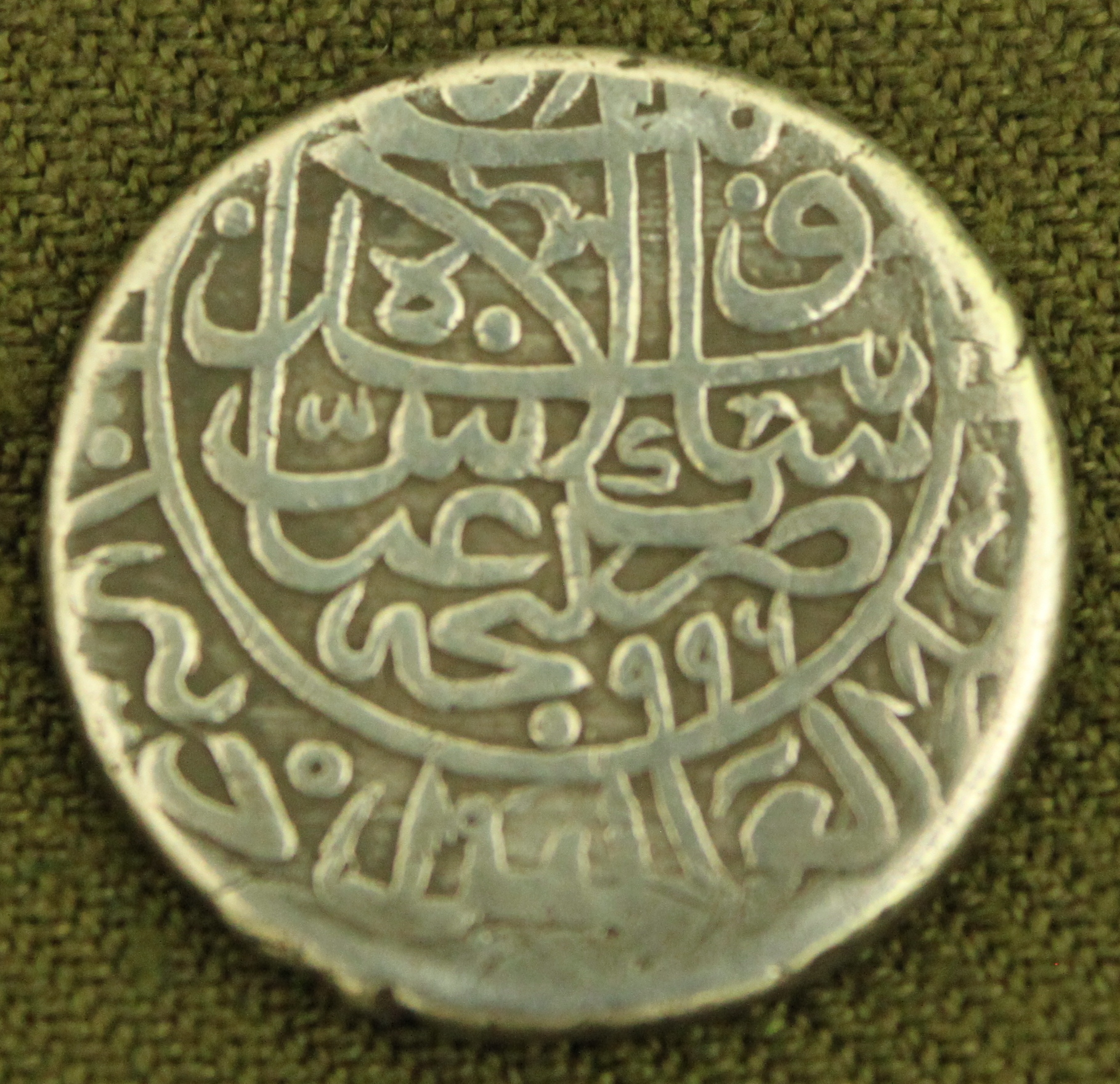
Safavide ʿAbbās I il Grande. Moneta d'argento, 1587.
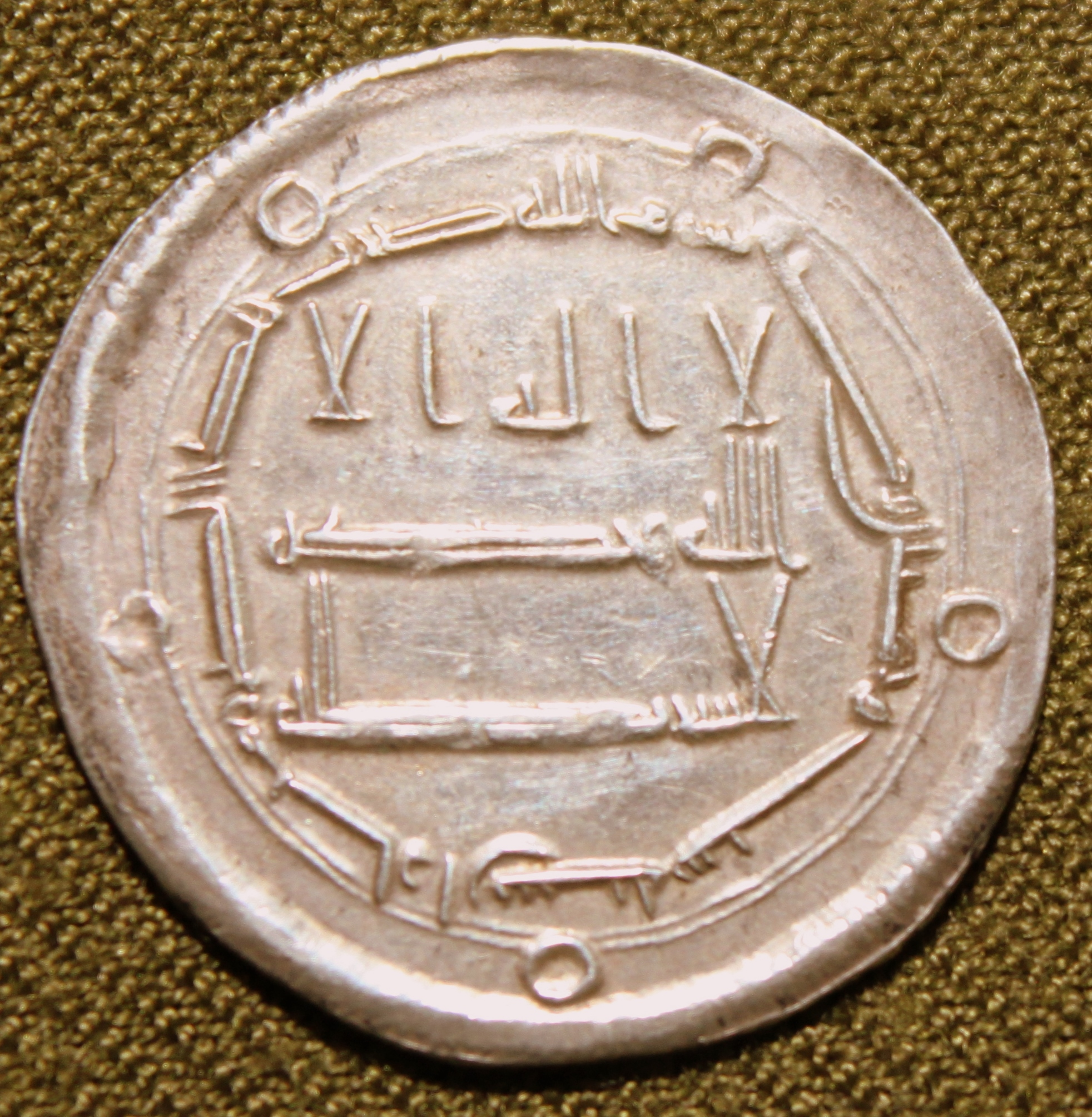
Dinastia Mazyadide dei Shirvanshah Muhammad bin Yazid, dirham d'argento, 1398.
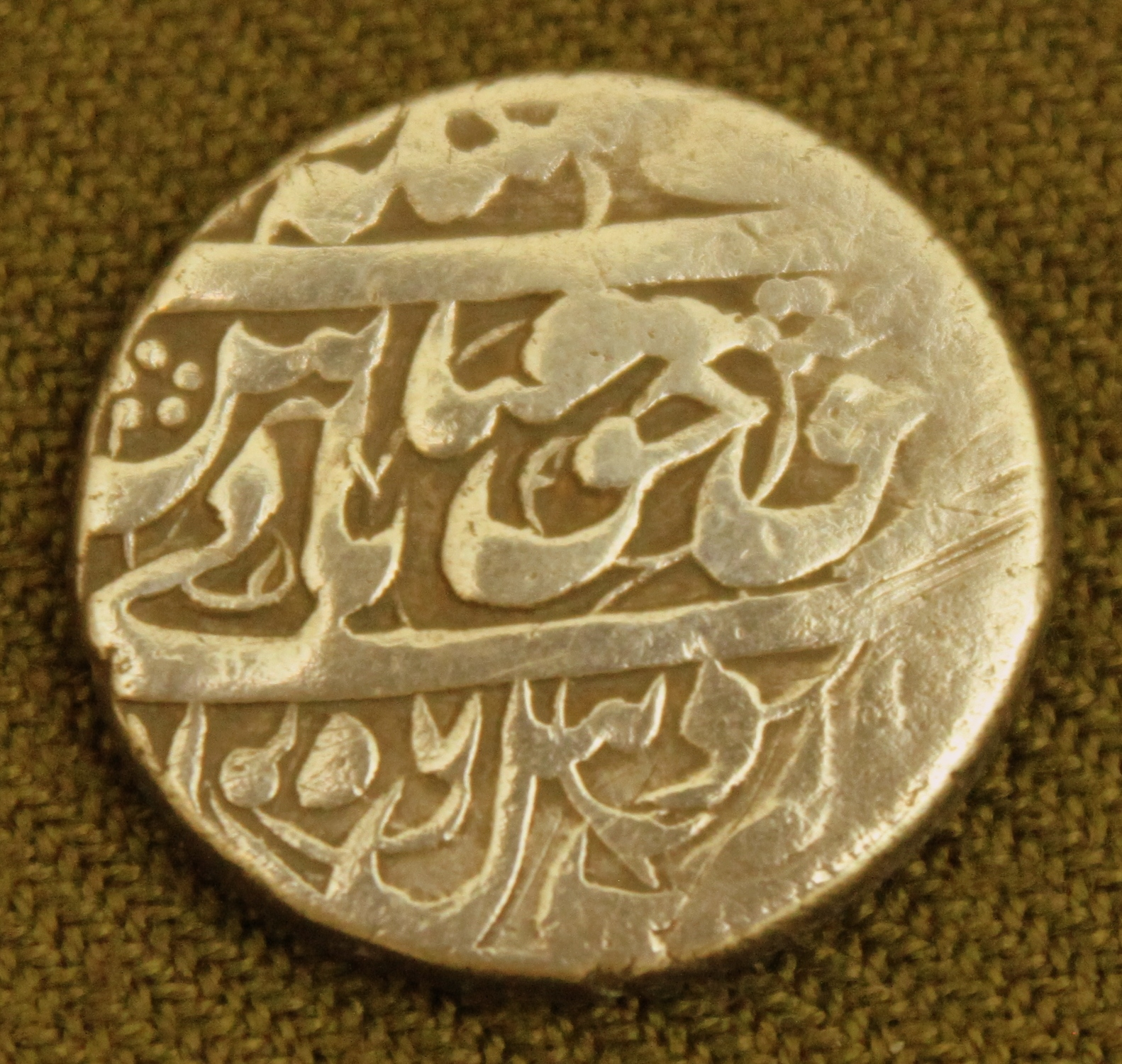
Safavidi, Scià ʿAbbās II il Safavide, Moneta d'argento, 1647.
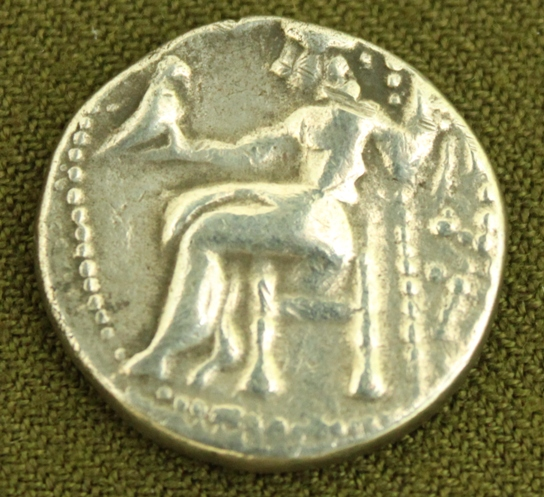
Albania caucasica. Tetradramma (imitazione) con effigie di Alessandro Magno.
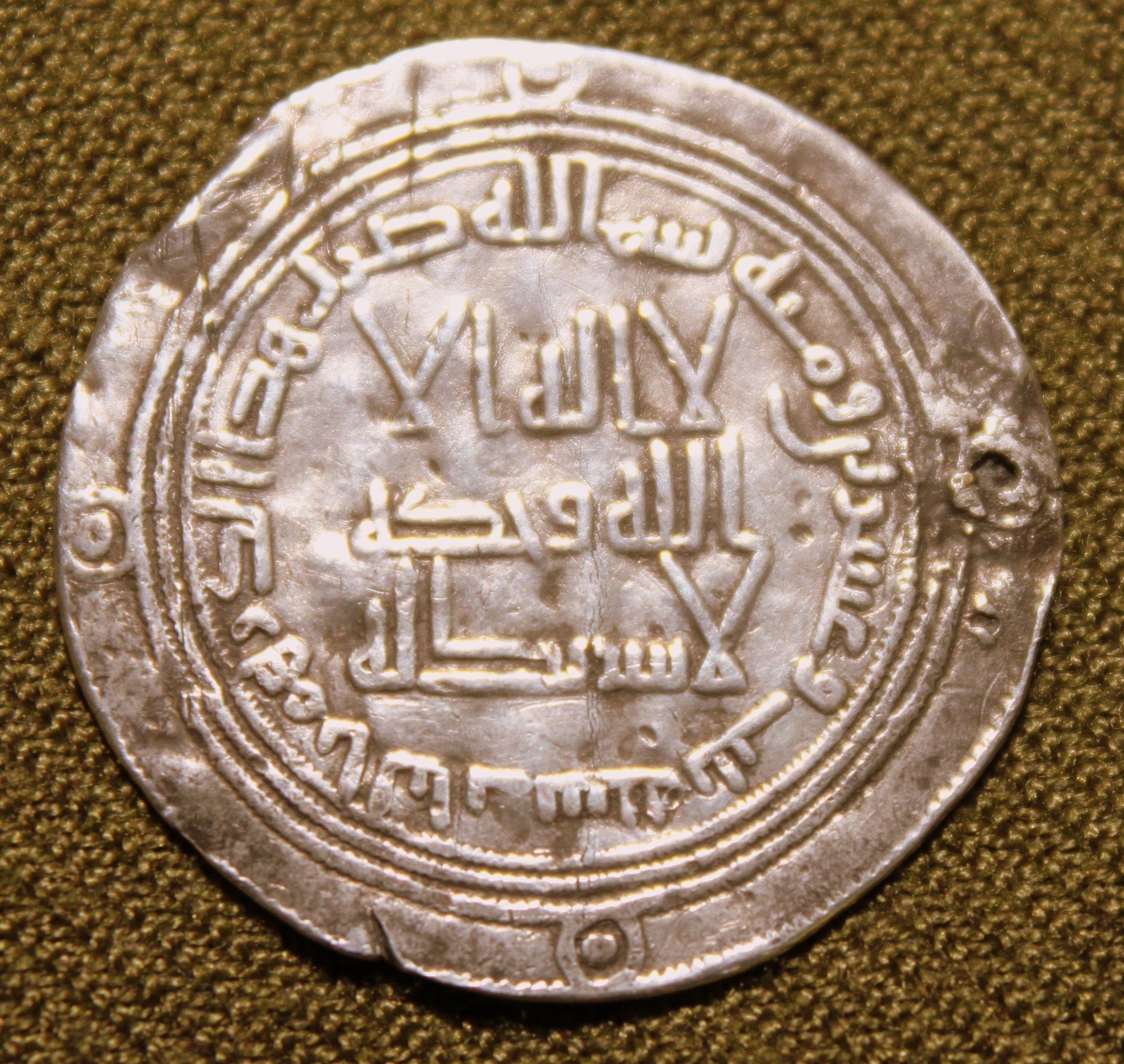
Dinastia Amavide, dirham d'argento, Derbent.
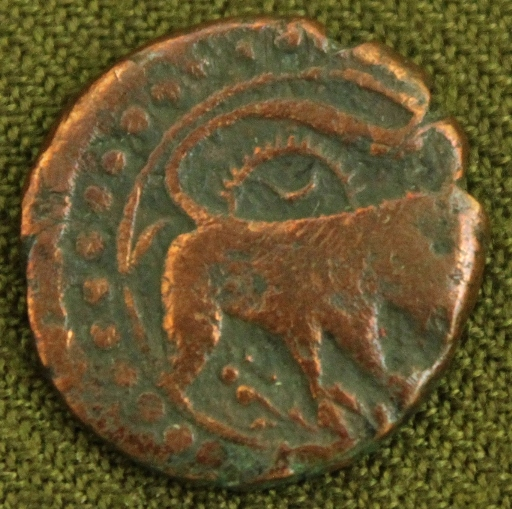
Khanato del Karabakh, Panahabad (Şuşa).
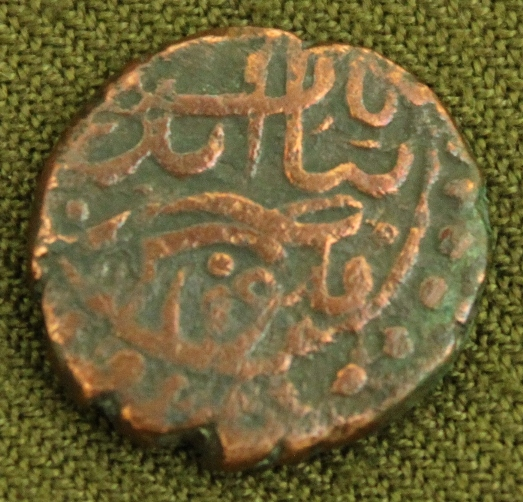
Khanato del Karabakh, Panahabad (Şuşa).